# Liste der Baudenkmäler in Detmold-Pivitsheide V.H.
Die Liste der Baudenkmäler in Detmold-Pivitsheide V.H. enthält die denkmalgeschützten Bauwerke auf dem Gebiet von Detmold-Pivitsheide V. H. in Nordrhein-Westfalen (Stand: September 2024). Diese Baudenkmäler sind in der Denkmalliste der Stadt Detmold eingetragen; Grundlage für die Aufnahme ist das Denkmalschutzgesetz Nordrhein-Westfalen (DSchG NRW).
| Bild                             | Bezeichnung                      | Lage                         | Beschreibung | Bauzeit | Eingetragen seit  | Denkmal- nummer |
| -------------------------------- | -------------------------------- | ---------------------------- | ------------ | ------- | ----------------- | --------------- |
| Dreiständerfachwerkhaus von 1828 | Dreiständerfachwerkhaus von 1828 | Silberweg 8 Karte            |              | 1828    | 30. August 1989   | 307             |
| Mühle                            | Mühle                            | Bielefelder Straße 401 Karte |              |         | 28. Juni 1990     | 330             |
| Fachwerkhaus                     | Fachwerkhaus                     | Wiechertweg 6 Karte          |              |         | 4. September 1991 | 385             |
| weitere Bilder                   | Hofanlage                        | Ehrentruper Straße 66 Karte  |              |         | 25. März 1993     | 407             |

- Karte mit allen Koordinaten:
- OSM |
- WikiMap